# Wolfgang Pfeifer (homme politique)
Pour les articles homonymes, voir Pfeifer.
Ne doit pas être confondu avec Wolfgang Pfeifer (linguiste).
Rudolf Wolfgang Pfeifer (né le 28 septembre 1946 à Leisnig) est un homme politique allemand (CDU). Il est député du Parlement de l'État de Saxe de 1994 à 2009.

## Biographie
Wolfgang Pfeifer étudie au lycée polytechnique général et le termine après la 10e classe. S'ensuit une formation de papetier à Golzern de 1963 à 1965. De 1966 à 1969, il étudie à l'école d'ingénieurs pour la technologie du papier et de l'emballage à Altenbourg, puis travaille comme ingénieur de production à partir de 1970. De 1974 à 1976, il suit des études à temps partiel en droit des affaires à l'Université Humboldt de Berlin. De 1980 à 1986, il étudie le droit à la même université.
Après la réunification, il devient chef de travaux de 1990 à 1995, mais son emploi est suspendu peu de temps après sa prise de fonction en janvier 1995. Il travaille également comme avocat depuis 1994. Il est marié, a trois enfants et fait partie de l'église évangélique.

## Politique
Wolfgang Pfeifer est membre de la CDU depuis août 1990. Il est membre du conseil d'administration de son parti depuis 1991 et est président de district de la CDU Döbeln de 1995 à 2008. De 1990 à 2008, il est membre du conseil de l'arrondissement de Döbeln au niveau communal.
De 1994 à 2009, Pfeifer est député du parlement de l'État de Saxe via un mandat direct dans la circonscription de Döbeln (de). Il y est membre de la commission de l'économie, du travail et des transports, de la commission constitutionnelle, juridique et européenne, de la commission de révision des élections et de la commission du budget et des finances. Lors des élections régionales de 2009, à la place de Pfeifer, Sven Liebhauser est présenté comme candidat au mandat direct dans la circonscription de Döbeln. Lieberhauser remporte le mandat, Pfeifer se retire du parlement à la fin de la 4e législature.
Outre son engagement politique, il est président de la Société privilégiée de protection civile Leisnig 1421 eV depuis son rétablissement en 1992. V. et membre du Lions Club Döbeln.